# Sporting Union Cavaillonnais XIII
Maillots
Actualités
Le SU Cavaillon XIII est un club de rugby à XIII français situé à Cavaillon, dans le département du Vaucluse. 
Le club fut fondé au début du XXe siècle sous le nom de « Stade Union Cavaillonnais », un club de rugby à XV, il passera au rugby à XIII en 1938 avec le soutien de Gaston Amila. 
Le club avait en effet un différend avec la Fédération de rugby à XV. Le conflit portait  sur la suspension de joueurs et des problèmes de qualifications. Le passage à XIII fut soumis à un vote, et le passage au rugby à XIII fut adopté par 80 voix contre 40. Le club porte alors le nom de « S.U Cavaillon-Provence ». 
Toutefois, le rugby à XIII etant interdit dès fin octobre 1940, le club revient jouer à XV et atteint les huitièmes de finale du championnat de France en 1943.
Puis, il revient au rugby à XIII à la Libération.
En 1966 le club enregistre 250 licenciés et 6 équipes sont engagées dans les différentes compétitions de division Nationale. En 1972, à la suite d'un désaccord avec la fédération, le SUC décida de revenir au rugby à XV. Les fidèles et amoureux du rugby à XIII fondèrent un nouveau club nommé « Sporting Union Cavaillonnais » . Interdits de séjour au stade Lombard, les treizistes s'exilèrent au stade Pagnetti. Depuis cette date le Sporting connaît des résultats en dents de scie mais, grâce à leurs bons résultats en 2007-2008, l'équipe première du club intègre le championnat de France de rugby à XIII de deuxième division : l'Élite 2.
En 2020, sous la direction de Jeff Cagnac, le club change de nom et de logo afin de ne plus être confondu avec son homologue à XV.[réf. nécessaire]C'est aujourd'hui sous le nom de Cavaillon Rugby League que le club évolue, avec pour ambition de conserver une équipe dans chaque catégorie.

## Histoire
Le club  est souvent au centre des rivalités entre le rugby à XIII et son grand cousin le rugby à XV.
Quarante après la création du club, une nouvelle scission a en effet lieu : une partie de club veut retourner à XV et fonde un club de rugby à XV, les treizistes formant alors le « club Cavaillon XIII » qui est sa forme actuelle. 
Cette scission est attribuée par un auteur de la littérature treiziste à Albert Ferrasse, qui aurait pris appui sur l'affaire dite Chabbert (nom d'un demi d'ouverture de Cavaillon)  pour en 1972 , « faire feu des quatre fers pour rayer Cavaillon de la carte des XIII ». 

## Palmarès
| Championnat de France                                             | Coupe de France                                                    | Championnat de France de deuxième division     |
| ----------------------------------------------------------------- | ------------------------------------------------------------------ | ---------------------------------------------- |
| - Champion (0) : - Meilleure performance : Demi-finaliste en 1969 | - Vainqueur (0) : - Meilleure performance : Demi-finaliste en 1972 | - Vainqueur (1) : 1984 - Finaliste (1) : 1963. |

## Joueurs emblématiques
- Gaston Amila
- Georges Fages
- Roger Frassi
- Marius Frattini
- Bernard Gayé
- Laurent Lambert
- Yves Mézard
- François Montrucolis
- Hubert Prats
- Roger Rey
- André Vadon
- Guy Vigouroux
- Serge Pialat